# 기스면 (오뚜기)
기스면은 오뚜기가 출시한 라면이다. 대한민국의 가수 박유천이 TV 광고에 출연하였다.